# Toyogo
Toyogo is een bestuurslaag in het regentschap Sragen van de provincie Midden-Java, Indonesië. Toyogo telt 3849 inwoners (volkstelling 2010).